# Мезер, Василий Васильевич
Василий Васильевич Мезер (16 октября 1948, Богородицк, Тульская область — 27 марта 2017, Иваново) — советский и российский художник, заслуженный художник Российской Федерации (2006).

## Биография
В 1973 году окончил Ярославское художественное училище, а в 1982 году — Московский государственный художественный институт имени В. И. Сурикова. В течение трёх лет стажировался в творческих мастерских графики Академии художеств под руководством академика Г. С. Верейского.
С 1975 г. принимал участие в региональных, зональных, всероссийских, союзных и международных выставках. В 1985 г. принят в Союз художников СССР.
Активно занимался станковой и книжной графике, им выполнено большое количество офортов и литографий. Автор ряда росписей, мозаичных панно и сграффито в городах Ивановской области, в Москве, Саяногорске, Элисте и других городах Советского Союза. Был отмечен дипломом Всероссийского конкурса искусства книги.
Автор оригинальных портретов Сергия Радонежского, Павла Флоренского, Льва Толстого. Работы художника находятся в фонде собраний Ивановского областного художественного музея, Саратовского государственном художественного музея им. А. Н. Радищева, картинной галереи города Сургут, а также в частных собраниях России, Германии и Франции.
Преподавал в Ивановском художественном училище имени М. И. Малютина, а в 1990-е гг. был его директором. С 2003 по 2015 г. — доцент кафедры архитектурного дизайна Ивановской государственной архитектурно-строительной академии (с 2012 г. — Ивановский государственный политехнический университет).
Автор более 25 научных статей.
Скончался 27 марта 2017 года в Иванове. Похоронен на Ново-Талицком кладбище в городе Иваново.

## Награды и звания
Заслуженный художник Российской Федерации (2006).